# Villatuerta
Villatuerta (baszkul: Bilatorta) település Spanyolországban, Navarra autonóm közösségben. Villatuerta Aberin, Oteiza, Mendigorria, Cirauqui, Yerri és Estella-Lizarra községekkel határos. Lakosainak száma 1268 fő (2024).

## Népesség
A település népessége az elmúlt években az alábbi módon változott:
| Lakosok száma | 818  | 970  | 1044 | 1069 | 1137 | 1128 | 1178 | 1191 | 1272 | 1268 |
|               | 2001 | 2004 | 2007 | 2009 | 2012 | 2014 | 2017 | 2019 | 2022 | 2024 |